# Llangollen International Musical Eisteddfod
Le Llangollen International Musical Eisteddfod est un festival de musique de type Eisteddfod. Il a lieu à Llangollen, comme son nom l'indique, la deuxième semaine de juillet de chaque année depuis 1947, sa première édition.

## Historique

### Les débuts
À la suite de la Seconde Guerre mondiale, dans l'espoir de promouvoir la paix, Harold Tudor, un journaliste du British Council incite à la création de rendez-vous artistiques. En mai 1946, les habitants de Llangollen et organisent un premier festival. La crainte qu'aucun public ne vienne ne se trouve pas confirmée et cette première édition informelle récolte une recette de 110 livres sterling de l'époque. Cet excédent est réinvesti dans l'organisation régulière du festival,.
Dès 1947, quarante groupes de Grande-Bretagne et dix groupes étrangers sont présents pour la première édition « officielle ». En particulier, les premiers groupes germaniques sont invités, et présentés comme « nos amis d'Allemagne ». En 1953, la compétition reçoit la visite de la jeune reine Élisabeth II. En 1955, Luciano Pavarotti chante pour la première fois à Llangollen ; sa chorale remporte le premier prix dans la catégorie « chœur d'hommes ».

### Évolution
En 1958, le comité organisateur acquiert un terrain de vingt-quatre acres (un peu moins de dix hectares) afin d'y bâtir une structure permanente d'accueil des concerts.
Le 2 avril 1974, l'organisation se structure en une entreprise nommée The Llangollen International Musical Eisteddfod Limited, sans possibilité toutefois de la liquidation éventuelle de cette dernière ne puisse rapporter à ses actionnaires plus d'une livre sterling.
À partir de 2005, le concours associé au festival est renommé « Pavarotti Trophy ».
En 2020, les différents groupes invités au cours des 73 années de festival représentent trois cent mille artistes environ. Le slogan du festival est « Blessed is a World that sings. Gentle are its songs » (« Un monde qui chante est béni. Ses chants sont doux ».